# Romanos 9
Romanos 9 é o nono capítulo da Epístola aos Romanos, de autoria do Apóstolo Paulo, no Novo Testamento da Bíblia.

## Manuscritos
- O texto original é escrito em grego Koiné.
- Alguns dos manuscritos que contém este capítulo ou trechos dele são:
  - Papiro 27
  - Papiro 40
  - Codex Vaticanus
  - Codex Sinaiticus
  - Codex Alexandrinus
  - Codex Ephraemi Rescriptus
- Este capítulo é dividido em 33 versículos.

## Estrutura
A Tradução Brasileira da Bíblia organiza este capítulo da seguinte maneira:
- Romanos 9:1-5 - Paulo lamenta a incredulidade dos judeus
- Romanos 9:6-13 - A rejeição de Israel não é incompatível com as promessas de Deus
- Romanos 9:14-18 - A rejeição de Israel não é incompatível com a justiça de Deus
- Romanos 9:19-29 - A soberania de Deus. O Velho Testamento citado
- Romanos 9:30-33 - Israel é responsável pela sua rejeição